# Айиртаський сільський округ
Айирта́ський сільський округ (каз. Айыртас ауылдық округі, рос. Айыртасский сельский округ) — адміністративна одиниця у складі Актогайського району Карагандинської області Казахстану. Адміністративний центр — село Айиртас.
Населення — 184 особи (2021; 381 у 2009, 671 у 1999, 1287 у 1989).
Станом на 1989 рік існувала Айиртаська сільська рада (села Айиртас, Амірсана, Кабиргаші, Чубартау) ліквідованого Приозерного району.

## Склад
До складу округу входять такі населені пункти:
| Населений пункт | Населення, осіб (1989) | Населення, осіб (1999) | Населення, осіб (2009) | Населення, осіб (2021) |
| --------------- | ---------------------- | ---------------------- | ---------------------- | ---------------------- |
| Айиртас, село   | 952                    | 671                    | 381                    | 184                    |
| Амірсана, село  | 94                     | -                      | -                      | -                      |
| Кабиргаші, село | 143                    | -                      | -                      | -                      |
| Чубартау, село  | 98                     | -                      | -                      | -                      |